# Choe Kum-chol
Choe Kum-chol (en coreano: 최금철; Pionyang, 9 de febrero de 1987) es un futbolista norcoreano. Juega de delantero y su equipo actual es el Rimyongsu Sports Club de la Liga de fútbol de Corea del Norte.

## Selección nacional
Ha sido internacional con la Selección de fútbol de Corea del Norte en 28 partidos internacionales marcando ocho goles.

### Participaciones en Copas del Mundo
| Mundial                        | Sede      | Resultado    | Partidos | Goles |
| ------------------------------ | --------- | ------------ | -------- | ----- |
| Copa Mundial de Fútbol de 2010 | Sudáfrica | Primera fase | 1        | 0     |